# Manoel Urbano
Manoel Urbano – miasto i gmina w Brazylii, leży w stanie Acre. Gmina zajmuje powierzchnię 10 633,14 km². Według danych szacunkowych w 2016 roku miasto liczyło 8765 mieszkańców. Położone jest około 200 km na północny zachód od stolicy stanu, Rio Branco, oraz około 3000 km na zachód od Brasílii, stolicy kraju. Usytuowane jest nad rzeką Purus. 

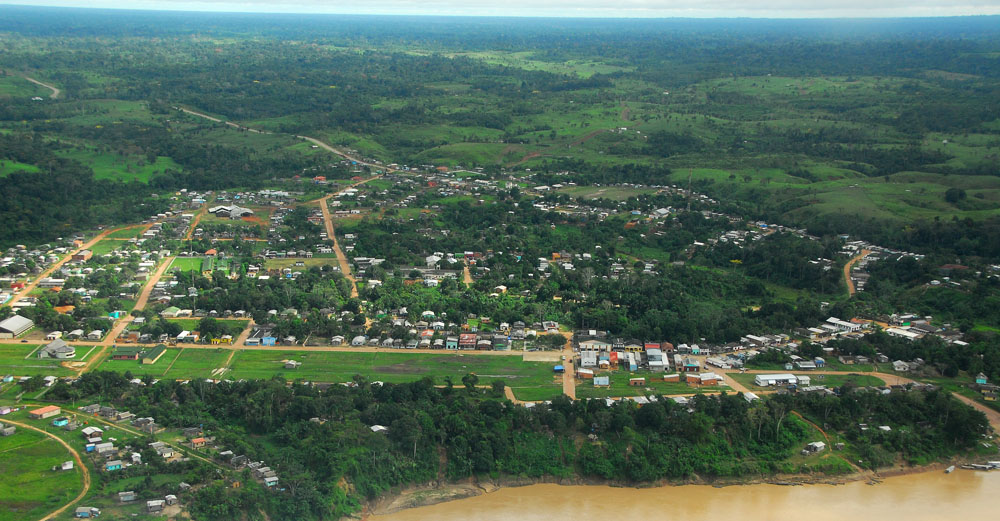
Widok na miasto

Nazwa miejscowości została nadana na część odkrywcy rzeki Purus – Manuela Urbano da Encarnação. 1 marca 1963 roku miejscowość została podniesiona do rangi gminy. Nowa gmina została utworzona poprzez wyłączenie z terenów gminy Sena Madureira. 
W 2014 roku wśród mieszkańców gminy PKB per capita wynosił 11 153,57 reais brazylijskich.